# 아산그린타워
아산그린타워(영어: Asan Green Tower)는 대한민국 충청남도 아산시 배미동에 위치한 타워이다. 아산환경과학공원 내에 위치하고 있으며 주변에는 과학관, 곤충원, 경기장, 수영장 등의 시설이 있다.

## 역사
2011년 5월 4일에 완공되었다. 아산환경과학공원에 들어섰고 이 타워가 높다는 점을 본다. 2012년 이 전망대의 레스토랑 운영자 선정했다. 2015년에 전망대 편의시설 주인을 모집한다고 한다. 2016년 레스토랑이 오픈하였다.

## 높이
높이는 150m이다. 2011년 150m 이상이 들어서는데 이 타워가 들어서는 것은 처음이다. 2010년 150m 이상이 들어선 타워다.

## 특징
전파를 송출하는 시설이다. 층수는 1층, 2층이라고 하는데 S1층, S2층이라고 되어있다. 식당이 있는데 레스토랑이 있다. 전망대에 들어가면 즐길 수 있다. 이 타워에 오르면 계가을이 보인다. 입장료는 일반 500원, 청소년, 어린이 300원, 생태곤충원, 레스토랑 입장객은 무료다. 주차는 가능하고 요금은 무료다.

## 내부 시설
아산그린타워의 내부 시설이다.
| 층수     | 시설       |
| -------- | ---------- |
| S2층     | 레스토랑   |
| S1층     | 전망대     |
| 지하 1층 | 지하주차장 |

## 같이 보기
- 대한민국의 마천루 목록
- 충청남도의 마천루 목록
- 아산시의 마천루 목록